# عبور البحر الأحمر

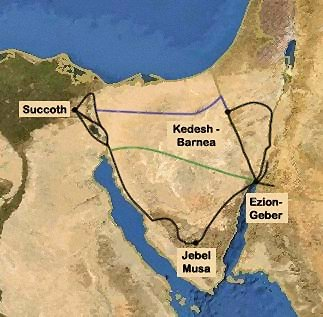
خريطة لمسارات العبور المتوقعة

عبور البحر الأحمر. منمنمة أرمنية رسم طوروس روزلين، مملكة أرمينيا الصغرى (كيليكيا)، 1266.

عبور البحر الأحمر حدث موصوف في الكتاب العبري عن عبور موسى والعبريين البحر هربا من مصر ومشيهم عبر البحر الأحمر حسب في سفر الخروج الأصحاحات 13 : 17 حتى 15 : 21 كي يصلوا إلى أرض كنعان الموعودة.